# 박현수 (방송인)
박현수(1987년 6월 13일~)는 대한민국의 방송인으로, 지난 2007년 7월에 데뷔하여 2016년 1월에 은퇴한 전직 배우 출신이다.
충청남도 대전시(지금의 대전광역시)에서 출생하였으며, 2007년 영화 《아름답다》의 단역(샌디 오 역)을 통하여 영화 배우로 첫 데뷔하였고, 이듬해(2008년)에 연극배우로 데뷔하였으며, 2010년 충청북도 청주MBC문화방송 리포터로 활동하였고, 이듬해 2011년 케이블 CMB 대전방송 리포터 등으로도 겸하여 활동하였으며, 한때 2012년에서부터 이듬해 2013년까지는 소속사가 〈C9 엔터테인먼트〉였었다. 2015년 영화 《내부자들》의 단역(이유진 기자 역)을 끝으로, 2016년 1월 이후 배우와 모델 두 분야에서는 모두 은퇴하고 나서, 2016년 7월 이후부터 현재 케이블 CMB 대전방송에서 기간 정규직 뉴스 기자 겸 아나운서로 활동하고 있다. 신장은 163cm이고, 체중은 43kg이며, 요가와 필라테스와 수영에 특기가 있다.

## 출연작

### 영화
- 2007년 《아름답다》 ... 샌디 오(Sandy Oh) 역
- 2010년 《의형제》
- 2010년 《해결사》
- 2012년 《코리아》
- 2012년 《간첩》 ... 이유정(기자 2) 역
- 2015년 《쓰리 썸머 나잇》
- 2015년 《내부자들》 ... 이유진(방송 기자 1) 역